# エーダーミュンデ
エーダーミュンデ (ドイツ語: Edermünde) は、ドイツ連邦共和国ヘッセン州シュヴァルム＝エーダー郡に属す町村（以下、本項では便宜上「町」と記述する）である。

## 地理
エーダーミュンデは、シュヴァルム＝エーダー郡の北部、カッセルの南に位置している。この町はベッセ、グリフテ、ハルドルフ、ホルツハウゼンの各地区からなる。町の行政中心は、地理上の中央に位置するホルツハウゼン地区にある。
ベッセ地区は、その西側にハービヒツヴァルト自然公園のランゲンベルクがそびえている。グリフテは、エーダー川がフルダ川に注ぐ河口のすぐ西に位置している。ホルツハウゼンは、玄武岩の山であるハーンに面している。ハルドルフはエーダー川の谷を見下ろす台地上にある。エーダー川の西側の支流であるピルガーバッハが町域を流れている。

### 隣接する市町村
エーダーミュンデは、その最北西部で、短い区間ではあるがシャウエンブルクに接し、北にはバウナタールが位置している（ともにカッセル郡）。東はフルダ川とエーダー川をはさんでグックスハーゲンと、南はフェルスベルクと、南西から西にかけてはグーデンスベルクと境を接している（以上、3市町村はいずれもシュヴァルム＝エーダー郡）。

## 行政

### 議会
エーダーミュンデの町議会は、31議席からなる。

### 首長
トーマス・ペトリヒ (SPD) が、2014年からエーダーミュンデの町長を務めている。

### 姉妹都市
- テレント（イタリア、トレンティーノ＝アルト・アディジェ州）

## 文化と見所

### 博物館
- ハルドルフ地区の郷土博物館（旧家畜舎）
- ホルツハウゼンの村の博物館（ホルツハウゼンの文化と歴史協会）

### 建造物
- ベッセとグリフテの防衛教会

### 自然文化財
- ハーン: ホルツハウゼンの玄武岩の山ハーン（海抜 255.8 m）からは、優れた眺望が得られる。山頂の径は1999年から2000年にホルツハウゼンの住民たちによって再整備され、散策によい径となった。

### 年中行事
- ロック・アム・ハーン・フェスティバル: 1980年代に開催されたロック・フェスティバルが、2006年から再興されたものである。このフェスティバルはエーダーミュンデ少年指導団と青年団によって運営されている。このフェスティバルは若い次世代のバンドを育成するのに有用である。ヘッドライナーには、Die Schröders、Monsters of Liedermaching、Ohrbooten らの名前がある。このフェスティバルは、通常は、9月の第1週末に開催される。

## 経済と社会資本

### 交通
エーダーミュンデは、グリフテ地区でマイン＝ヴェーザー鉄道に結ばれている。

## 引用
1. ↑  Hessisches Statistisches Landesamt: Bevölkerung in Hessen am 31.12.2023 (Landkreise, kreisfreie Städte und Gemeinden, Einwohnerzahlen auf Grundlage des Zensus 2011)]